# 小泉線
小泉線（日语：／ Koizumi sen */?）是連結日本群馬縣館林市館林站和大泉町西小泉站，以及太田市太田站與大泉町東小泉站的鐵路線，由東武鐵道營運。車站編號的路線記號為TI。位於小泉線沿線的大泉町有許多工廠，與佐野線同樣以沿線工廠的通勤者為主要客源。
此條目亦會觸及由西小泉站起至仙石河岸站為止的貨物線「仙石河岸線」（／）。

## 路線資料
- 路線距離：館林－西小泉 12.0公里，太田－東小泉 6.4公里
- 軌距：1067毫米
- 站數：9個（包括起終點站）
- 複線路段：沒有（全線單線）
- 電氣化路段：全線（直流1500V）
- 最高速度：75公里/小時
- 保安裝置：東武型ATS
- 使用人數：2130人（2007年）
- 收支：1億3000萬日元盈餘
- 營業係數：83.7[1]

館林－東小泉－太田－足利市－館林是東武鐵道唯一的環狀路段。上述路段為實際距離，收費計算使用營業距離。

## 使用車輛

### 現在的車輛
- 8000系 2輛單人編成運行

### 過去的車輛
- 1670形（館林 - 西小泉・太田 - 東小泉、1972年撤退）
- 3050系（館林 - 西小泉・太田 - 東小泉、1996年4月29日撤退）
- 5000系・5050系（日语：東武5000系電車）（館林 - 西小泉、太田 - 東小泉、2006年3月17日撤退）
- 1800系通勤化改造車（館林 - 西小泉、2006年7月3日撤退）

## 历史

### 年表
- 1917年（大正6年）3月12日 中原鐵道館林 - 小泉町間開業
- 1922年（大正11年）3月4日 中原鐵道改名上州鐵道
- 1926年（大正15年）4月10日 成島站開業
- 1928年（昭和3年）12月30日 目車站開業
- 1931年（昭和6年）8月2日 瘤觀音站開業
- 1933年（昭和8年）3月1日 狸塚站開業
- 1937年（昭和12年）1月10日 上州鐵道被東武鐵道收購
- 1939年（昭和14年）4月13日 仙石河岸線 小泉町 - 仙石河岸間開業（貨物線）
- 1941年（昭和16年）6月1日 太田 - 小泉町間開業
- 1941年（昭和16年）12月1日 小泉信號所（現在的東小泉站）開設、西小泉站開業、小泉町站旅客營業廢止
- 1941年（昭和16年）12月25日 目車站・狸塚站・瘤觀音站廢止
- 1942年（昭和17年）4月 小泉信號所昇格成旅客站東小泉站
- 1942年（昭和17年）5月10日 龍舞站開業
- 1943年（昭和18年）5月16日 太田 - 西小泉間電氣化
- 1943年（昭和18年）10月19日 館林 - 東小泉間電氣化
- 1955年（昭和30年） 東小泉站降格為信號所、小泉町站重開
- 1955年（昭和30年）9月20日 新小泉站開業
- 1975年（昭和50年）4月1日 新小泉站廢止
- 1976年（昭和51年）10月1日 仙石河岸線 西小泉 - 仙石河岸間廢止
- 1977年（昭和52年） 東小泉站旅客營業再開
- 1996年（平成8年）10月1日 貨物列車廢止（運行至9月25日）
- 2003年（平成15年）3月19日 東小泉 - 太田間單人運行開始
- 2006年（平成18年）3月18日 與桐生線的直通運行再開（太田站高架化工事暫時停止）
- 2006年（平成18年）9月28日 館林 - 西小泉間單人運行開始

## 車站列表
- 所有列車停靠所有車站，所有路段均為一人控制。
- 車費計算使用營業距離。
- 全線均位於群馬縣內。
- 軌道（東武小泉線內全線單線） … ◇：可進行列車交會 ｜：不可進行列車交會 ∧：終到站

### 本線
| 車站編號 | 中文站名 | 日文站名 | 英文站名 | 實際距離 | 實際距離 | 營業距離 | 營業距離 | 接續路線                     | 軌道 | 所在地       |
| 車站編號 | 中文站名 | 日文站名 | 英文站名 | 站間     | 累計     | 站間     | 累計     | 接續路線                     | 軌道 | 所在地       |
| -------- | -------- | -------- | -------- | -------- | -------- | -------- | -------- | ---------------------------- | ---- | ------------ |
| TI-10    | 館林     |          |          | -        | 0.0      | -        | 0.0      | 東武鐵道： 伊勢崎線、 佐野線 | ｜   | 館林市       |
| TI-41    | 成島     |          |          | 2.0      | 2.0      | 2.6      | 2.6      |                              | ◇    | 館林市       |
| TI-42    | 本中野   |          |          | 4.1      | 6.1      | 4.2      | 6.8      |                              | ◇    | 邑樂郡邑樂町 |
| TI-43    | 篠塚     |          |          | 2.1      | 8.2      | 2.4      | 9.2      |                              | ｜   | 邑樂郡邑樂町 |
| TI-44    | 東小泉   |          |          | 1.6      | 9.8      | 1.8      | 11.0     | 東武鐵道： 小泉線支線        | ◇    | 邑樂郡大泉町 |
| TI-45    | 小泉町   |          |          | 0.9      | 10.7     | 0.9      | 11.9     |                              | ｜   | 邑樂郡大泉町 |
| TI-46    | 西小泉   |          |          | 1.3      | 12.0     | 1.3      | 13.2     |                              | ∧    | 邑樂郡大泉町 |

### 小泉線支線
| 車站編號 | 中文站名 | 日文站名 | 英文站名 | 實際距離 | 實際距離 | 營業距離 | 營業距離 | 接續路線                                         | 軌道 | 所在地       |
| 車站編號 | 中文站名 | 日文站名 | 英文站名 | 站間     | 累計     | 站間     | 累計     | 接續路線                                         | 軌道 | 所在地       |
| -------- | -------- | -------- | -------- | -------- | -------- | -------- | -------- | ------------------------------------------------ | ---- | ------------ |
| TI-44    | 東小泉   |          |          | -        | 0.0      | -        | 0.0      | 東武鐵道： 小泉線                                | ◇    | 邑樂郡大泉町 |
| TI-47    | 龍舞     |          |          | 3.1      | 3.1      | 4.4      | 4.4      |                                                  | ◇    | 太田市       |
| TI-18    | 太田     |          |          | 3.3      | 6.4      | 4.7      | 9.1      | 東武鐵道： 桐生線（赤城方向直通運行）、 伊勢崎線 | ◇    | 太田市       |

### 廢止區間
仙石河岸線
西小泉站 - 新小泉站 - 仙石河岸站

### 廢站
上記之廢止區間内的車站除外。
- 目車站（館林 - 成島間 1928年12月30日開業・1941年12月25日廢止）
- 狸塚站（成島 - 本中野間 1933年3月1日開業・1941年12月25日廢止）
- 瘤觀音站（東小泉 - 小泉町間 1931年8月2日開業・1941年12月25日廢止）

## 乘降人員
2006年度各站單日乘降人員數如下（單位：人）。
- 館林站 - 10,175
- 成島站 - 1,166
- 本中野站 - 1,130
- 篠塚站 - 184
- 東小泉站 - 1,565
- 小泉町站 - 411
- 西小泉站 - 1,562
- 龍舞站 - 193
- 太田站 - 9,799

## 關連項目
- 日本鐵路線列表
- 埼群軌道新線

## 外部連結
- 小泉線 （页面存档备份，存于）